# Tyler Seguin
Tyler Seguin (Brampton, Ontario, 31 de enero de 1992), apodado Seggy o Segs, es un jugador profesional canadiense de hockey sobre hielo que se desempeña en la posición de centro en Dallas Stars, equipo de la National Hockey League (NHL).

## Carrera
Fue seleccionado en la primera ronda en la NHL Entry Draft de 2010. Hizo su debut profesional con el equipo Boston Bruins, en el cual jugó tres temporadas (2010-2013), después pasó a Dallas Stars, donde lleva jugando once temporadas.